# Euphylidorea burdicki
Euphylidorea burdicki là một loài ruồi trong họ Limoniidae. Chúng phân bố ở miền Tân bắc.